# Пролетарій (Гомельський район)
Пролета́рій (біл. Пралетарый) — селище в Красненській сільраді Гомельського району Гомельської області Білорусі.

## Географія

### Розташування
За 2 км на захід від Гомеля.

## Транспортна мережа
Транспортні зв'язки автошляхами, які відходять від Гомеля.
Прямолінійна вулиця, орієнтована з південного сходу на північний захід, забудована дерев'яними будинками садибного типу.

## Історія

### У складі БРСР (СРСР)
Засноване на початку 1920-х років переселенцями з сусідніх сіл на колишніх поміщицьких землях.
У 1926 році в Красненській сільраді Гомельського району Гомельського округу.
У 1931 році жителі вступили в колгосп.

#### Німецько-радянська війна
Під час німецько-радянської війни 12 жителів загинули на фронті.

#### Післявоєнні роки
У 1959 році в складі колгоспу «Перемога» (центр — село Красне).

## Населення

### Чисельність
- 2004 — 51 господарство, 135 жителів.